# Arkadien
Arkadien (grekiska Αρκαδία, Arkadía) är både ett antikt landskap och en nutida regiondel (perifereiakí enótita), till 2010 en prefektur, på halvön Peloponnesos i Grekland. Den nutida regiondelen har en yta på 4 419 km² och ett invånarantal på 100 611 (2005). Huvudstaden är Tripoli.
Landskapet Arkadien är berömt sedan före antiken och brukar beskrivas som ett idylliskt och ursprungligt landskap oförstört av civilisationens krav. Det har förekommit i s.k. arkadisk poesi eller herdediktning under flera tusen år. Senare skalder, i synnerhet författare av herdekväden under renässansen, har prisat Arkadien som ett hem för paradisisk oskuld och stilla lycka. Floden Alfeios flyter genom landskapet. Motorvägarna A7 och A71 går genom Arkadien.

## Historia
Arkadien förblev under förhistorisk tid på grund av sin otillgänglighet oberört av den doriska vandringen. Landskapet var bland annat det enda på Peloponnesos som efter dorernas ankomst behöll den östgrekiska dialekten. Befolkningen hade sedan urminnes tid varit bosatt där och anses ha varit av pelasgiskt ursprung. Dyrkan av gudarna Hermes och Pan var inhemsk hos dem. Bland landskapets städer var de viktigaste Tegea och Mantineia, som ofta låg i konflikt med varandra.
Under antiken bestod Arkadien av ett betydligt antal smärre republiker, som dock aldrig sammanslöt sig till ett fast förbund, varför folket inte heller spelade någon historisk roll. Dorerna i Lakonien försökte på 500-talet f.Kr. erövra landet. Tegea försvarade dess oberoende en tid, men år 550 f.Kr. kom landet under Spartas hegemoni och tillhörde sedan det peloponnesiska förbundet fram till slaget vid Leuktra 371 f.Kr. För att hålla Sparta stången försökte Alkibiades under det peloponnesiska kriget förena Arkadiens städer till ett motförbund, men Tegeas och Mantineias rivalitet hindrade honom från att lyckas. År 418 f.Kr. stod det första slaget vid Mantineia, i vilket Argos och Aten besegrades av Sparta.
Thebanen Epameinondas försök att göra Arkadien till en fast sammansluten förbundsstat för att skapa en rival till Sparta hade inte någon större framgång. En ny huvudstad, Megalopolis, byggdes upp mellan åren 371 och 368, och ett arkadiskt förbund bildades, men efter att det besegrats i ett slag mot spartanerna 368 f.Kr. föll även det samman. Epameinondas själv stupade i det andra slaget vid Mantineia 362 f.Kr.
Sedermera kom Arkadien under Makedoniens välde, ingick 229 f.Kr. i akeiska förbundet och föll 146 f.Kr. i romarnas händer. Därefter led det av goternas invasion. Under medeltiden invandrade många slaver och albaner i området.

## Administration
Regiondelen består av fem kommuner. Den tidigare perfekturen hade 23 kommuner.

- Dimos Gortynia
- Dimos Megalopoli
- Dimos North Kynouria
- Dimos South Kynouria
- Dimos Tripoli

## Arkadien i konsten
Många konstnärer har målat så kallade arkadiska landskap, idylliska herdemotiv som ofta pryds av ruiner inspirerade av grekiska tempel. Ett typiskt arkadiskt landskap är ett naturlandskap med lövträd, betande djur och ofta herdar och herdinnor. Ofta är kompositionen, såsom i till exempel Claude Lorrains målningar, att man står på en bergssluttning och i förgrunden finns några stora skuggande lövträd och sen utspelar sig en handling i förgrunden. Samtidigt ser man ut över ett slättlandskap med berg i fjärran och en soluppgång eller en solnedgång. Ofta syns också ett disigt ljus som gör detaljerna mindre tydliga längre bort i bilden. I landskapen utspelar sig ofta scener med små figurer.
Några av de mer kända konstnärerna som målade arkadiska landskap är: 
- Nicolas Poussin: Et in Arcadia ego
- Claude Lorrain
- Salvator Rosa
- Gaspard Dughet
- Antoine Watteau
- Jean-Baptiste Pater
- Thomas Blanchet
- Louis-Jan-François Lagrenée d.ä.
- Arnold Böcklin (företrädare för symbolismen)
- Johannes de Bosch (specialområde: arkadiska landskap)

## Bilder Arkadien i konsten

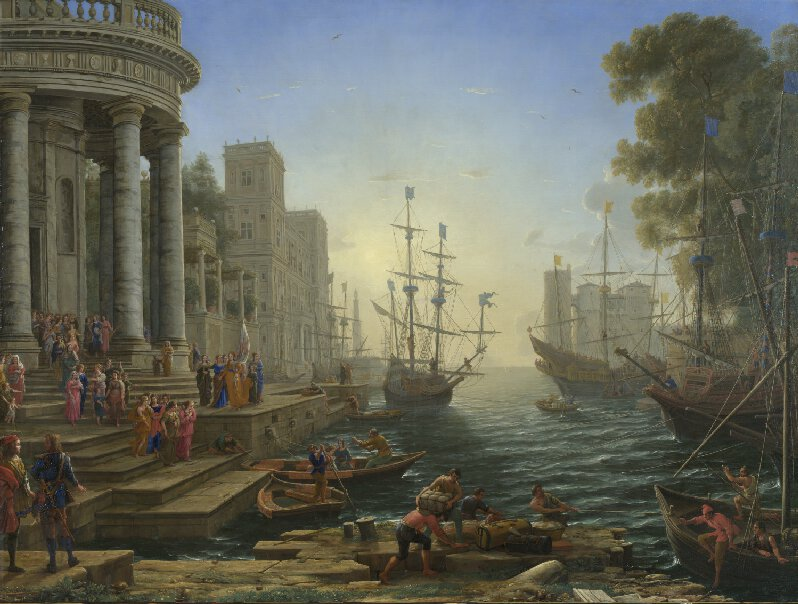
Hamnscen med Sankta Ursulas avfärd av Claude Lorrain, 1642, National Gallery, London.
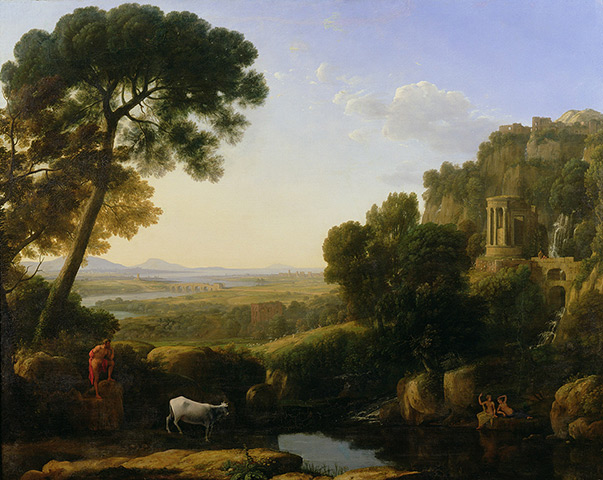
Landskap med Argus som vaktar Io av Claude Lorrain, ca 1644/45, olja på duk, 102 x 197 cm, Earl of Leicester Collection (Art collections of Holkham Hall), Holkham Hall, Norfolk, England.
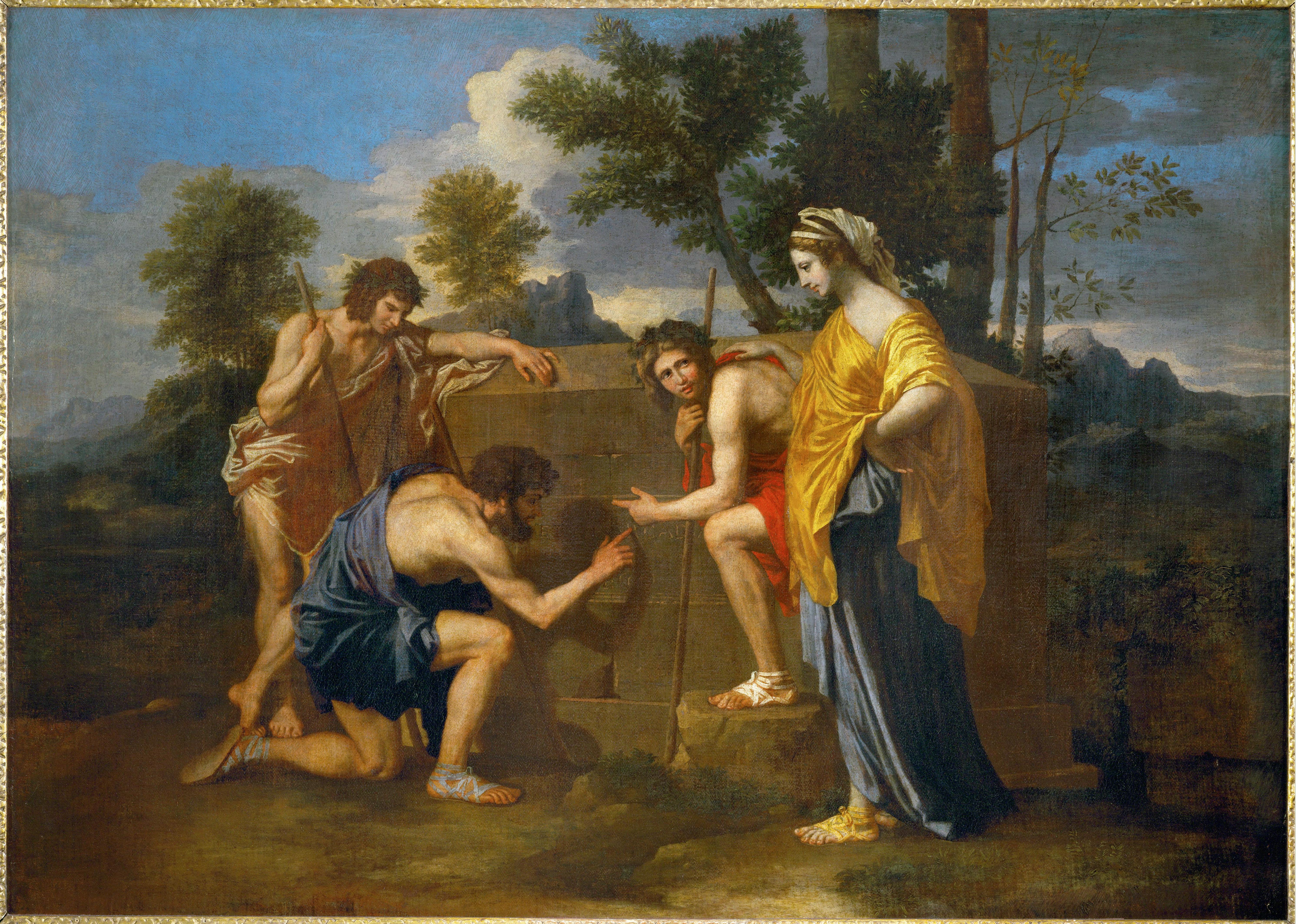
Et in Arcadia ego av Nicolas Poussin, oljemålning 1628, 85 x 121 cm, Louvren, Paris.
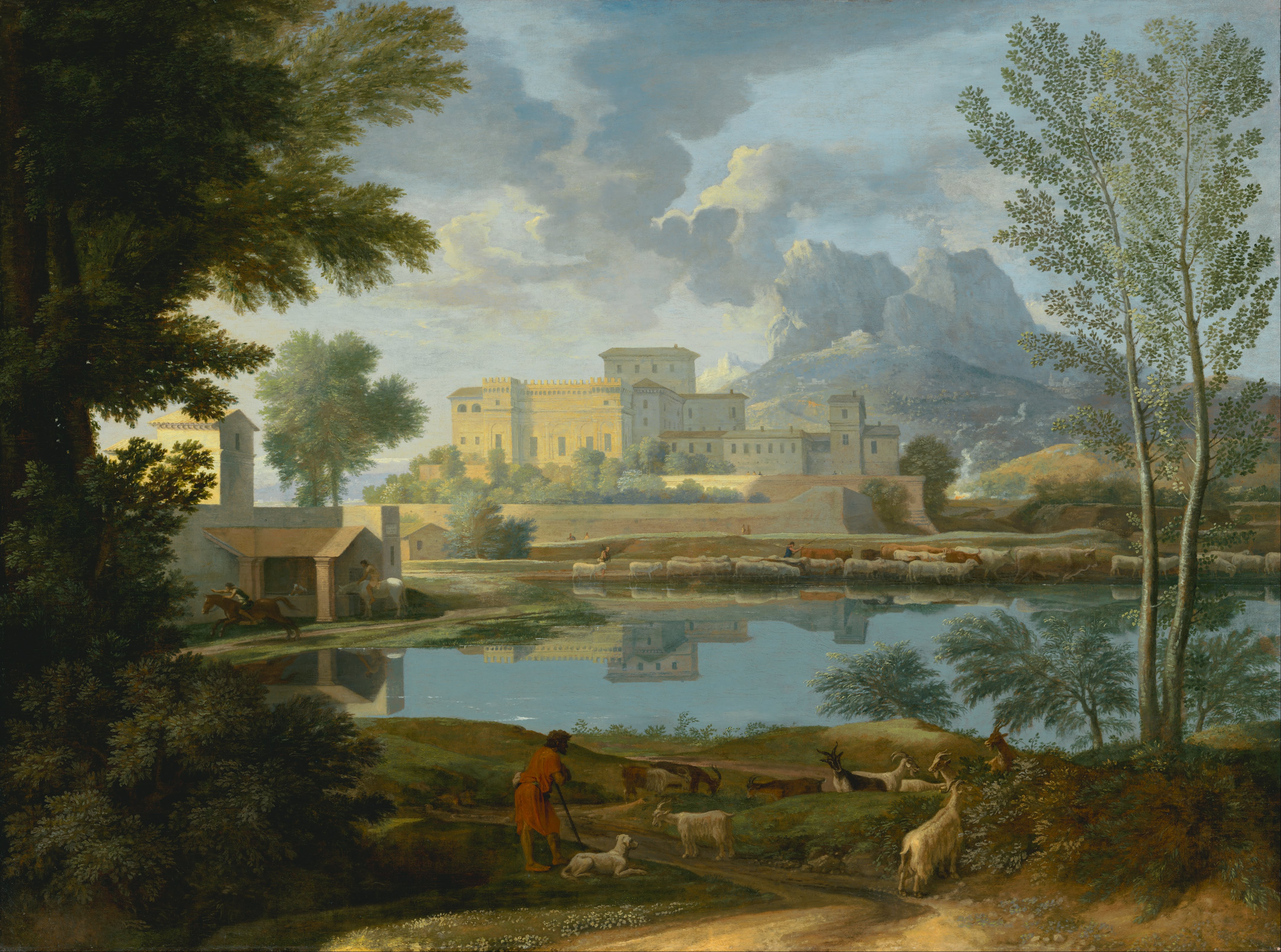
Franskt landskap med lugn atmosfär av Nicolas Poussin, oljemålning 1659/1661, Getty Center, Los Angeles, Kalifornien.
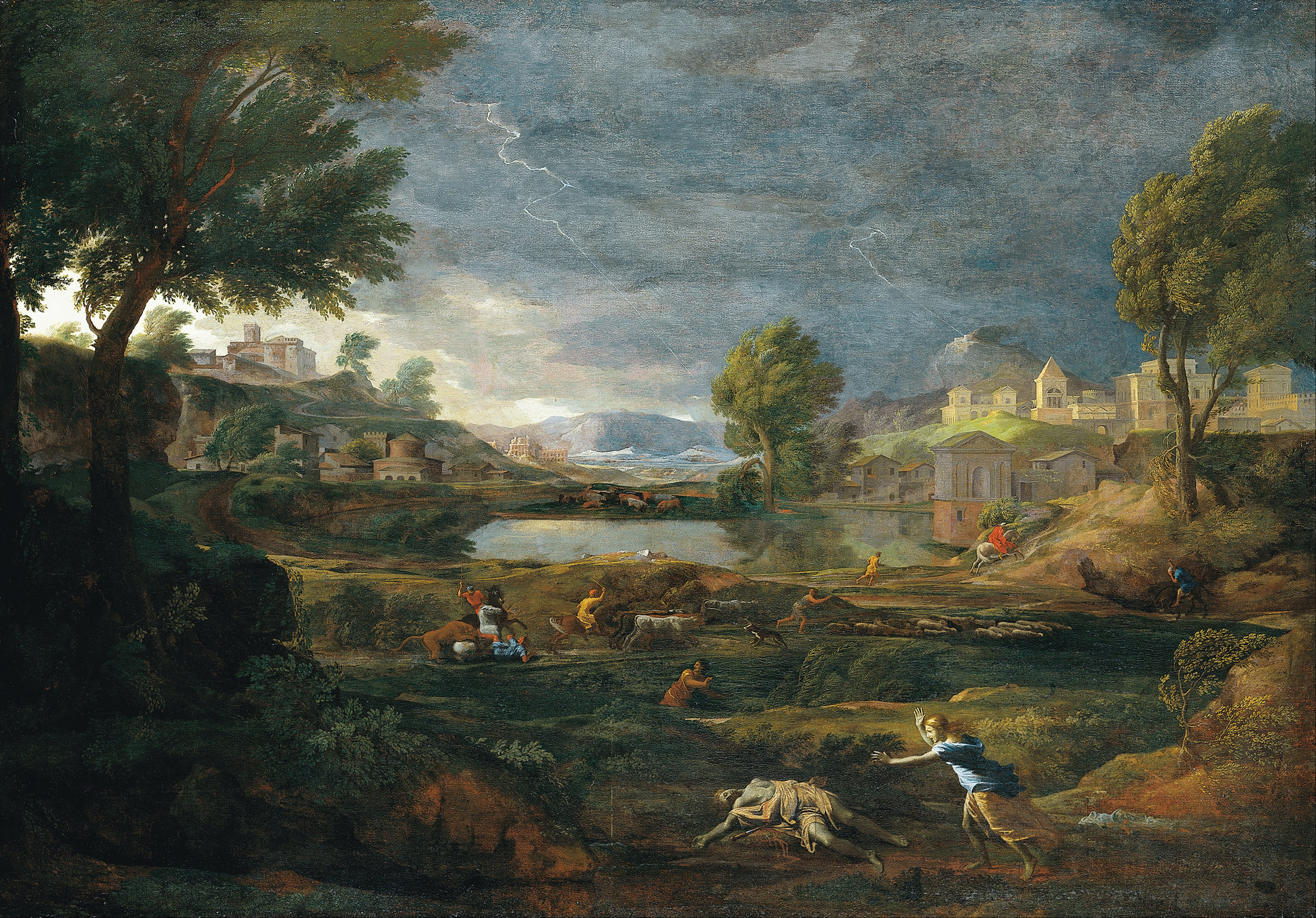
Landskap under ett åskväder med Pyramus och Thisbe av Nicolas Poussin, oljemålning 1651, Städelsches Kunstinstitut (Städel), Frankfurt am Main, Tyskland.
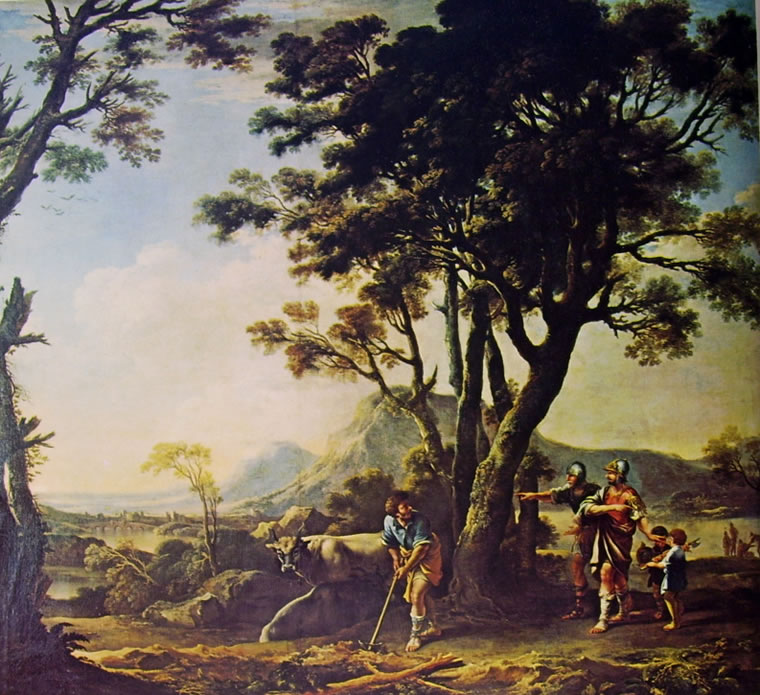
Cincinnato blir inkallad till gården av Salvator Rosa, 1600-talet, Lord Spencer, Althorp House, Northamptonshire, England.
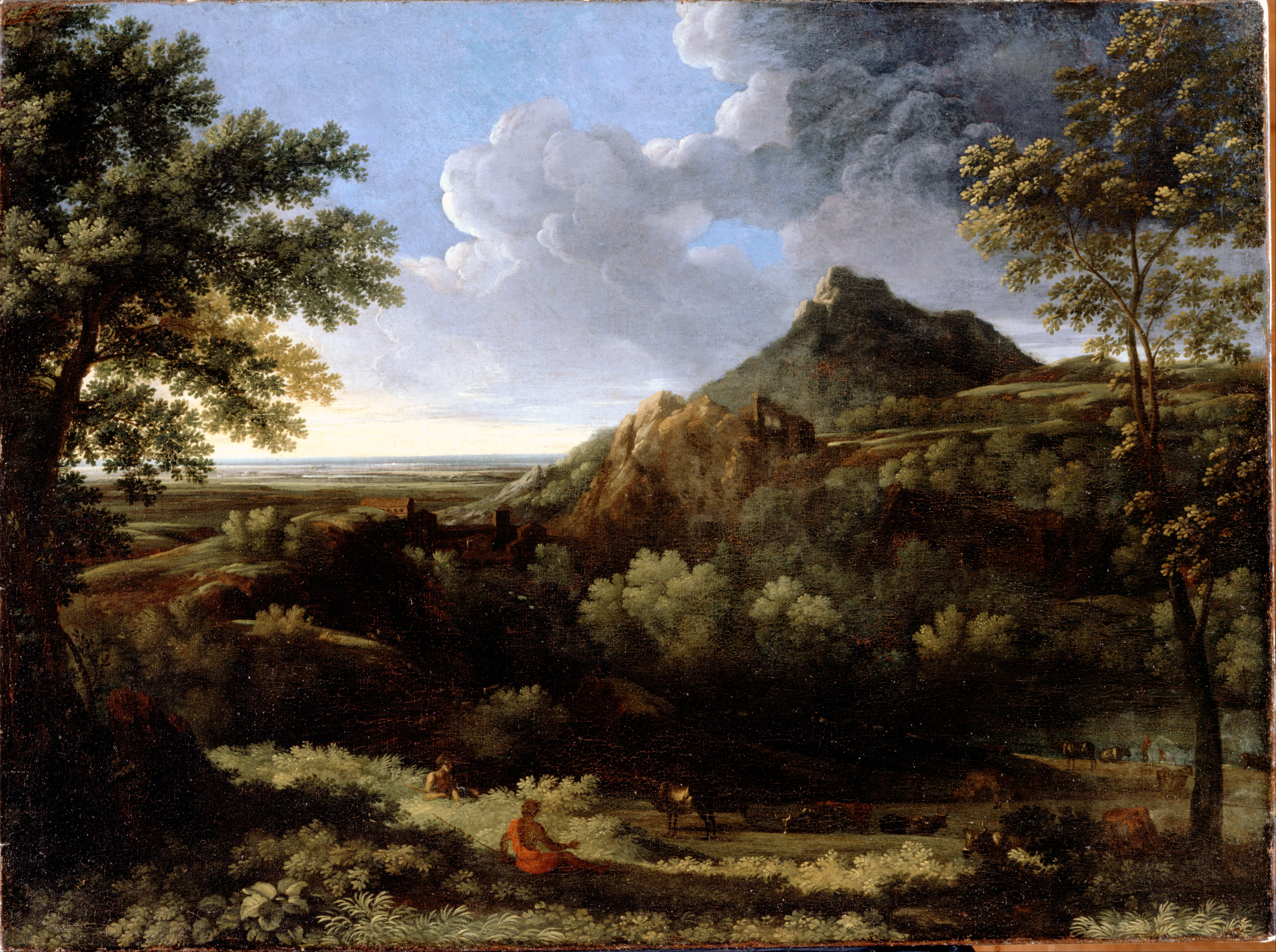
Landskap i en romersk Campagna av Gaspard Dughet, efter 1670, Dulwich Picture Gallery, Dulwich, London.
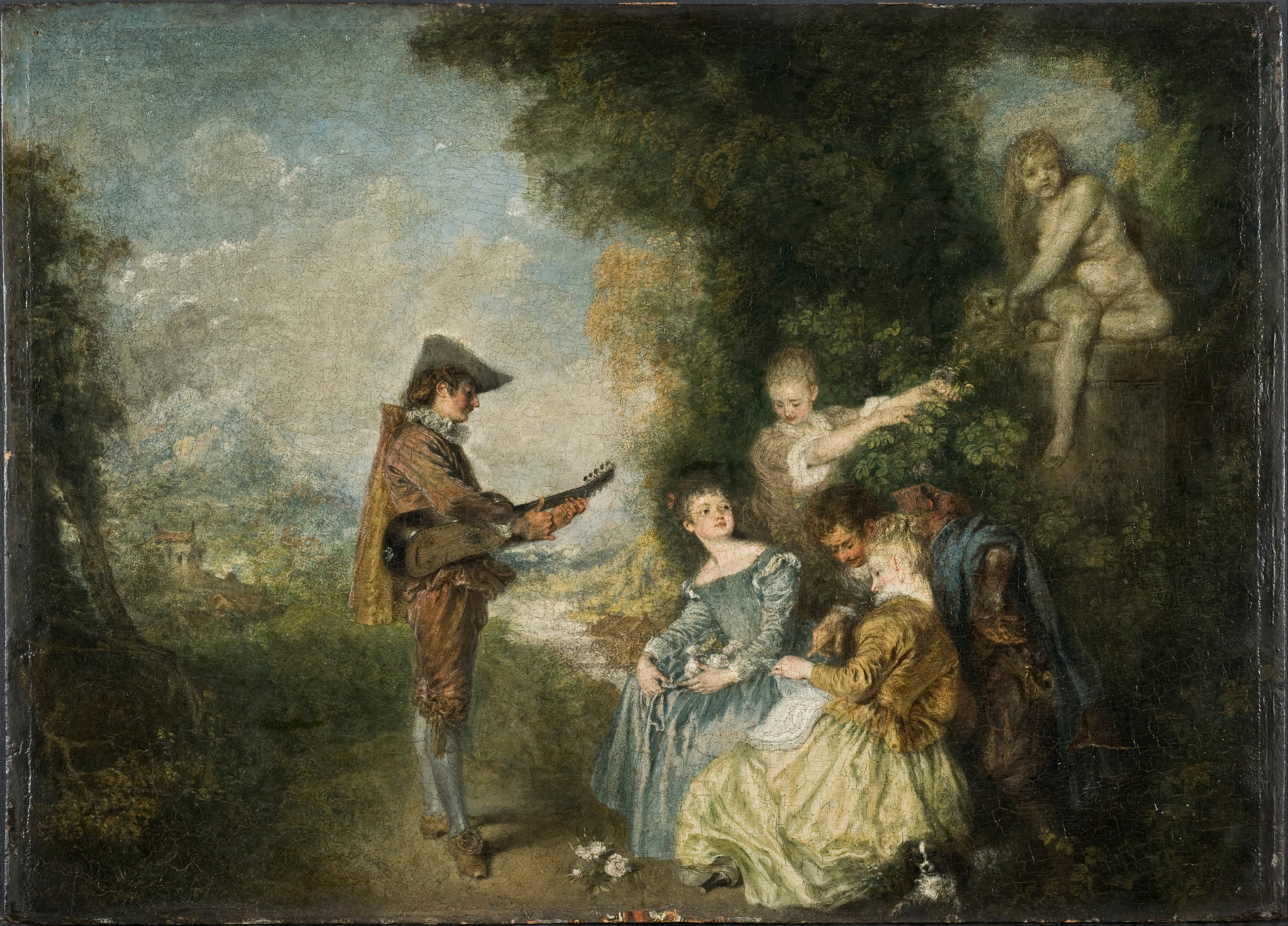
Kärlekslektionen av Antoine Watteau, ca 1716/1717, Nationalmuseum, Stockholm.
Den bedragne och pryglade men förnöjde äkta mannen av Jean-Baptiste Pater (1695-1736), Nationalmuseum, Stockholm.
Cleobis och Biton av Thomas Blanchet (1614-1689), cirka 1650, olja på duk, Nationalmuseum, Stockholm.
Diana och Endymion av Louis-Jean-François Lagrenée d.ä. (1725-1805), 1768, olja på koppar, Nationalmuseum, Stockholm.
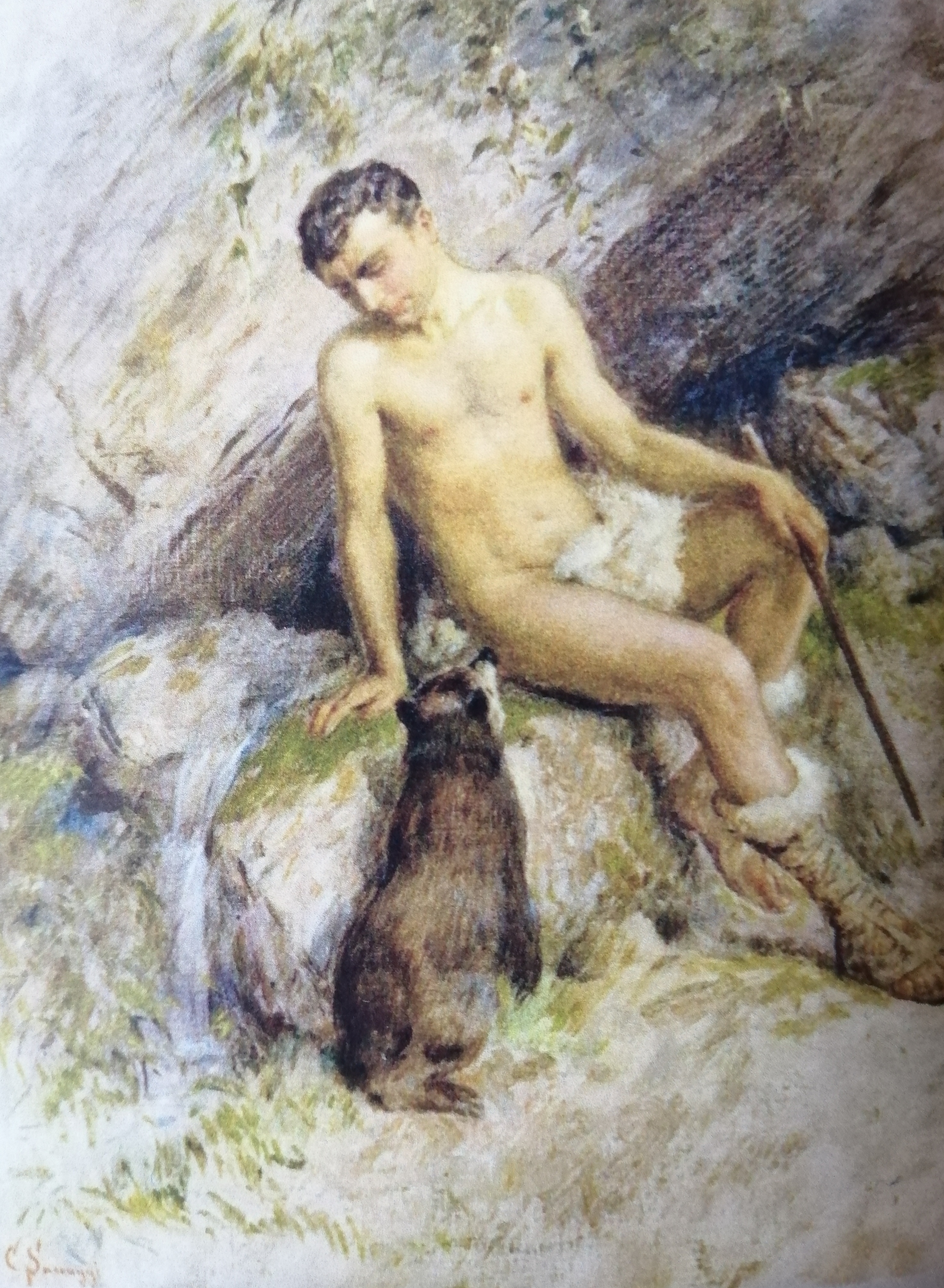
"Shepherd of Arcadia" - "Shepherd i en bucolic miljö", arbetet med den italienska målaren Cesare Saccaggi